# Fernwirken
Unter Fernwirken wird die Fernüberwachung und -steuerung räumlich entfernter Objekte mittels signalumsetzender Verfahren, von einem oder mehreren Orten aus, verstanden.

Es werden spezielle Datenübertragungsprotokolle genutzt, um die Prozessdaten sicher über Weitbereichsnetze geringer Bandbreite und Übertragungsqualität zu übertragen.
Beispiele sind:
- Fernsteuerung von betriebs- und haustechnischen Anlagen wie Heizung, Küchengeräten, Videorekordern
- Kontrolle und Steuerung des Energieverbrauchs (Gaszähler, Stromzähler – siehe auch Rundsteuer- und Funkrundsteuertechnik)
- Steuern von Versorgungsnetzen (Strom, Gas, Wasser, Fernwärme) als Teil der Netzleittechnik
- Steuern von Straßenverkehrsanlagen: Ampeln, Straßenbeleuchtung, Taumittelsprühanlagen
- Gefahrenmeldung (Einbruch, Feuer)
- Notruf

Die Fernwirktechnik gliedert sich in zwei Bereiche. Dies sind die Fernwirk-Unterstellengeräte (die im Prozess bzw. prozessnah installiert sind) und die Fernwirkzentralen. Die Fernwirkzentralen (Synonyme hiervon sind Prozesskoppelsysteme, Fernwirk-Gateways) sind heutzutage prozessfern aufgebaut und werden den Leitsystemkomponenten zugerechnet. Fernwirk-Unterstellen und -Zentralen sind über WAN-Verbindungen miteinander gekoppelt.

## Anforderungen
Solche Dienste sind technisch charakterisiert durch bestimmte Anforderungen an Geräte und Übertragungswege:
- geringe Ausfallwahrscheinlichkeit
- geringe Bitfehlerhäufigkeit
- schnelle Datenübermittlung
- besondere Maßnahmen für Sicherheit und Datenschutz

## Informationsarten
In der Fernwirktechnik werden übertragen
- Schalt- und Stellbefehle
- Schalterstellungsmeldungen
- Kenn- und Warnmeldungen
- Messwerte
- Zählwerte
- sonstige Daten

## Aufbau eines Fernwirkgeräts
Ein Fernwirkgerät besteht typischerweise aus
- einer Vielzahl verschiedener Prozessbaugruppen (Schnittstelle zwischen Prozess- und Systembus. Sie passen die Signalpegel an die Prozessbedingungen an. Ihre Funktion besteht in der Analog/Digital-Umwandlung und der Digital/Analog-Umwandlung von Informationen, aber auch in der Summierung von Zählimpulsen.)
- dem Systembus
- der Steuereinheit/Zentraleinheit
- dem Sende-/Empfangskopf, der die Schnittstelle zur Übertragungstechnik bildet.

Wird ein Fernwirkgerät mit mehreren Sende-/Empfangsköpfen ausgestattet, so können auch mehrere Gegenstellen bedient werden. Dazu kann auch über unterschiedliche Fernwirkprotokolle kommuniziert werden.
Es hat in der Vergangenheit mehrfach Versuche gegeben, die Techniken für das Fernwirken zu vereinheitlichen. Diese Versuche waren zunächst nicht erfolgreich. Durch die gemeinsame Spezifikation der IEC-Protokolle durch mehrere Hersteller bildet sich inzwischen eine deutliche Standardisierung bei Neuinstallationen heraus. Durch die relativ hohe Lebensdauer von Fernwirksystemen beträgt die Lebenszeit der Protokolle etwa 10–20 Jahre, so dass auch weiterhin viele alte Protokolle im Einsatz sind.
Aktuell trifft man z. B. folgende Protokolle:
- IEC 60870 mit den Anwendernormen IEC 60870-5-101, IEC 60870-5-104 (aktueller Standard in Europa und Asien)
- IEC 61850 weltweit zur Anwendung kommender Standard für Kommunikation in Schaltanlagen und im Energiebereich
- DNP3.0 (US-Standard)
- FW535/537, SINAUT (Siemens AG),
- Modbus RTU (AEG)
- Modnet-1F/SEAB-1F (früher AEG, heute OHP GmbH)
- TG 065, TG 709, TG 80x (früher L&G, heute Siemens AG)
- UNIP (SAE-ELEKTRONIK)
- DULZ/DULU (IDS-Gruppe)
- Ridat (Rittmeyer AG)
- ReSyNet (Phoenix Contact)
- HST TeleMatic, IP-basiertes Protokoll gemäß DWA-M 207 (HST Systemtechnik GmbH)
- MFW-1G (EES - Elektra-Elektronik GmbH & Co Störcontroller KG)
- ODP, Modbus-basierendes Protokoll (Videc GmbH)

Produktabhängige Leistungsmerkmale sind zum Beispiel:
- ereignisgesteuerte Datenübertragung
- Archivierung anhand von Zeitstempeln
- Überwachung und Visualisierung der WAN-Verbindungen
- automatisches Aufdaten (Aktualisieren) nach Beseitigung von Verbindungsstörungen

Fernwirkanlagen nutzen praktisch alle Telekommunikationsnetze, die Datenübertragung ermöglichen, so zum Beispiel
- Standleitungen (Kupferadern und Glasfaser)
- Wechselstromtelegrafie
- Private Funknetze
- Analoges Telefonnetz über Modem
- Digitales ISDN-Netz
- Mobilfunk-Netz (GSM, 900 MHz und 1800 MHz, in Deutschland D-Netz und E-Netz, vor allem GPRS wird hierzu genutzt)
- Satellitenkommunikation

Einen ähnlichen Aufgabenbereich haben die Telemetrie und die Telematik; deshalb werden diese Begriffe oft synonym verwendet.

## Weiterführende Richtlinien/Empfehlungen
Vom BDEW (früher VDEW) wurden die Empfehlungen für Fernwirkanlagen in EVUs herausgegeben. Diese befassen sich mit „Planung und Einsatz von Fernwirkanlagen“ sowie den „Technischen Bedingungen für Fernwirkanlagen“. Des Weiteren gibt es folgende VDE-Vorschriften: VDE 0160, 0660, 0670, 0800 und 0804.